# Potestas
De term potestas is een Latijns begrip uit het Romeinse recht en betekent in het algemeen "bevoegdheid".

## Betekenissen van het begrip vanpotestas
Net als imperium kende het begrip potestas zowel een enge als brede betekenis. Samen met de begrippen manus en mancipium was het een term in het oude Rome om de macht van de ene persoon over de andere uit te drukken. Met potestas bedoelde men het gezag dat iemand in een bepaalde functie heeft, inclusief de daaraan verbonden bevoegdheden.
Zo oefende een vader over zijn wettige kinderen de patria potestas uit, een baas (dominus) over zijn slaven de dominica potestas. Volgens de jurist Paulus zou potestas bij magistraten imperium betekenen, bij kinderen patria potestas en bij slaven dominium.
Op publiekrechtelijk domein verstaat men onder potestas echter concreet de gezagsbevoegdheid van magistraten, niet alleen in het algemeen, maar ook specifiek binnen hun eigen ambtsgebied. Vandaar dat we termen als potestas praetoria, potestas censoria en potestas consularis aantreffen.
Potestas werd tevens gebruikt om bevoegdheidsconflicten tussen magistraten te voorkomen. Daarbij werd er onderscheid gemaakt tussen een maior potestas, die een magistraat van hogere rang het recht verleende tot intercessio tegenover een lager geplaatste, en een par potestas, waarbij een magistraat dit kon doen tegenover gelijkgeplaatste collegae. Magistraten met imperium (magistratus cum imperio) bezaten steeds een maior potestas tegenover hen die dat niet hadden. Toch zijn er ook magistraten, zoals de quaestor en de tribunus plebis die geen imperium hadden en waarbij men hun potestas zag als tegenhanger van het imperium.
Daarenboven kent men de termen tribunicium ius en tribunicia potestas. Het is op dit laatste principe dat het imperium maior van Imperator Caesar Augustus was gestoeld.
Soms werd potestas ook simpelweg gebruikt als synoniem voor magistratus. De uitdrukking in potestatem se dedere had in het Romeinse Rijk volkenrechtelijke betekenis: het betekent dat een bepaalde entiteit (individu, stam of volk) zijn eigen soevereiniteit prijsgeeft en zich onderwerpt aan die van een ander.

## Soortenpotestas
- potestas consularis
- potestas praetoria
- tribunicia potestas
- patria potestas
- dominica potestas

## Referentie
- G. Long, art. Patria Potestas, in W. Smith, A Dictionary of Greek and Roman Antiquities, Londen, 1875, pp. 873‑875.